# Тебого Мокоена (футболіст, 1997)
Тебого Мокоена (англ. Teboho Mokoena, нар. 24 січня 1997, Бетлегем) — південноафриканський футболіст, півзахисник клубу «Мамелоді Сандаунз» і національної збірної ПАР.

## Клубна кар'єра
Народився 24 січня 1997 року в Бетлегемі. Вихованець футбольної школи клубу «Суперспорт Юнайтед». Дорослу футбольну кар'єру розпочав 2016 року в основній команді того ж клубу, в якій провів шість сезонів, взявши участь у 127 матчах чемпіонату.  Більшість часу, проведеного у складі «Суперспорт Юнайтед», був основним гравцем команди.
До складу клубу «Мамелоді Сандаунз» приєднався 2022 року. Станом на 31 січня 2024 року відіграв за команду з передмістя Преторії 42 матчі в національному чемпіонаті.

## Виступи за збірні
Протягом 2017–2019 років залучався до складу молодіжної збірної ПАР. На молодіжному рівні зіграв у 10 офіційних матчах, забив 1 гол.
2021 року  захищав кольори олімпійської збірної ПАР. У складі цієї команди провів 3 матчі, забив 1 гол. У складі збірної — учасник футбольного турніру на Олімпійських іграх 2020 року у Токіо.
2018 року дебютував в офіційних матчах у складі національної збірної ПАР. У складі збірної був учасником Кубка африканських націй 2023 року в Кот-д'Івуарі.
| Дата       | Місто         | Господарі   | Результат               | Гості               | Турнір                                      | Голи | Примітки |
| ---------- | ------------- | ----------- | ----------------------- | ------------------- | ------------------------------------------- | ---- | -------- |
| 15-7-2017  | Франсистаун   | Ботсвана    | 0 – 2                   | ПАР                 | Відбір на Чемпіонат африканських націй 2018 | -    |          |
| 24-3-2018  | Ндола         | Замбія      | 0 – 2                   | ПАР                 | товариський матч                            | -    |          |
| 13-10-2018 | Йоганнесбург  | ПАР         | 6 – 0                   | Сейшельські Острови | Відбір до Кубка африканських націй 2019     | 1    | 77'      |
| 20-11-2018 | Дурбан        | ПАР         | 1 – 1                   | Парагвай            | товариський матч                            | -    |          |
| 2-6-2019   | Дурбан        | ПАР         | 2 – 2 д.ч. (4 – 5 п.п.) | Ботсвана            | Кубок КОСАФА 2019 - чвертьфінал             | -    |          |
| 4-6-2019   | Дурбан        | ПАР         | 1 – 1 д.ч. (4 – 2 п.п.) | Уганда              | Кубок КОСАФА 2019 - втішний півфінал        | -    | 55'      |
| 7-6-2019   | Дурбан        | ПАР         | 0 – 0 д.ч. (5 – 4 п.п.) | Малаві              | Кубок КОСАФА 2019 - гра за 5-те місце       | -    | 83'      |
| 8-10-2020  | Дурбан        | ПАР         | 1 – 1                   | Намібія             | товариський матч                            | -    | 66'      |
| 11-10-2020 | Дурбан        | ПАР         | 1 – 2                   | Замбія              | товариський матч                            | -    | 89'      |
| 3-9-2021   | Хараре        | Зімбабве    | 0 – 0                   | ПАР                 | Відбір до ЧС 2022                           | -    |          |
| 6-9-2021   | Йоганнесбург  | ПАР         | 1 – 0                   | Гана                | Відбір до ЧС 2022                           | -    |          |
| 9-10-2021  | Бахр-Дар      | Ефіопія     | 1 – 3                   | ПАР                 | Відбір до ЧС 2022                           | 1    | 90'      |
| 12-10-2021 | Дурбан        | ПАР         | 1 – 0                   | Ефіопія             | Відбір до ЧС 2022                           | -    | 65'      |
| 11-11-2021 | Дурбан        | ПАР         | 1 – 0                   | Зімбабве            | Відбір до ЧС 2022                           | 1    |          |
| 14-11-2021 | Кумасі        | Гана        | 1 – 0                   | ПАР                 | Відбір до ЧС 2022                           | -    |          |
| 25-3-2022  | Кортрейк      | ПАР         | 0 – 0                   | Гвінея              | товариський матч                            | -    | 71'      |
| 29-3-2022  | Вільнев-д'Аск | Франція     | 5 – 0                   | ПАР                 | товариський матч                            | -    | 45'      |
| 24-9-2022  | Йоганнесбург  | ПАР         | 4 – 0                   | Сьєрра-Леоне        | товариський матч                            | -    | 80'      |
| 27-9-2022  | Йоганнесбург  | ПАР         | 1 – 0                   | Ботсвана            | товариський матч                            | 1    | кап.     |
| 17-11-2022 | Дурбан        | ПАР         | 2 – 1                   | Мозамбік            | товариський матч                            | -    |          |
| 20-11-2022 | Дурбан        | ПАР         | 1 – 1                   | Ангола              | товариський матч                            | -    |          |
| 24-3-2023  | Совето        | ПАР         | 2 – 2                   | Ліберія             | Відбір до Кубка африканських націй 2023     | -    |          |
| 29-3-2023  | Монровія      | Ліберія     | 1 – 2                   | ПАР                 | Відбір до Кубка африканських націй 2023     | -    | 90'      |
| 17-6-2023  | Дурбан        | ПАР         | 2 – 1                   | Марокко             | Відбір до Кубка африканських націй 2023     | -    |          |
| 13-10-2023 | Совето        | ПАР         | 0 – 0                   | Есватіні            | товариський матч                            | -    | 46'      |
| 17-10-2023 | Абіджан       | Кот-д'Івуар | 1 – 1                   | ПАР                 | товариський матч                            | -    | 90+3'    |
| 18-11-2023 | Дурбан        | ПАР         | 2 – 1                   | Бенін               | Відбір до ЧС 2026                           | -    | 54'      |
| 21-11-2023 | Бутаре        | Руанда      | 2 – 0                   | ПАР                 | Відбір до ЧС 2026                           | -    |          |
| 10-1-2024  | Преторія      | ПАР         | 1 – 0                   | Лесото              | товариський матч                            | -    | 46'      |
| 16-1-2024  | Короґо        | Малі        | 2 – 0                   | ПАР                 | Кубок африканських націй 2023 - 1-й етап    | -    |          |
| 21-1-2024  | Короґо        | ПАР         | 4 – 0                   | Намібія             | Кубок африканських націй 2023 - 1-й етап    | -    | 90+3'    |
| 24-1-2024  | Короґо        | ПАР         | 0 – 0                   | Туніс               | Кубок африканських націй 2023 - 1-й етап    | -    |          |
| 30-1-2024  | Сан-Педро     | Марокко     | 0 – 2                   | ПАР                 | Кубок африканських націй 2023 - 1/8 фіналу  | 1    |          |
| Усього     |               | Матчів      | 33                      |                     | Голів                                       | 5    |          |